# Шумилов, Игорь Михайлович
Игорь Михайлович Шумилов (1927—2002) — советский инженер-конструктор, Ведущий конструктор, заместитель начальника конструкторского бюро ОКБ-52 Государственного комитета по авиационной технике СССР. Герой Социалистического Труда (1963).

## Биография
Игорь Михайлович Шумилов родился 17 июля 1927 года в Чернигове. Отец — Герой Советского Союза, генерал-полковник Михаил Степанович Шумилов. В 1944 году окончил девять классов школы, после чего был призван на службу в Рабоче-Крестьянскую Красную Армию. Участвовал в Великой Отечественной войне.
В 1947 году Шумилов окончил среднюю школу, в 1953 году с отличием окончил Московское высшее техническое училище имени Н. Э. Баумана. В 1955 году под руководством Владимира Челомея защитил кандидатскую диссертацию и был направлен на работу в ОКБ-52 (ныне — Научно-производственное объединение машиностроения), располагающееся в городе Реутове Московской области. Разрабатывал ракетный комплекс и крылатую ракету «П-5», принятые на вооружение атомным подводным флотом СССР.
С 1960 года Шумилов работал ведущим инженером проектного отдела ОКБ-52, параллельно работал заместителем заведующего кафедры аэрокосмических систем МВТУ имени Н. Э. Баумана. Кафедра Шумилова в числе первых в Советском Союзе начала подготовку специалистов в космической отрасли. Участвовал в разработке ракет-носителей «УР-100» и «УР-500», которые использовались в самых различных целях, не только в космической отрасли.
Указом Президиума Верховного Совета СССР от 28 апреля 1963 года за «большие заслуги в деле создания и производства новых типов ракетного вооружения, а также атомных подводных лодок и надводных кораблей, оснащенных этим оружием, и перевооружения кораблей Военно-Морского Флота» Игорь Михайлович Шумилов был удостоен высокого звания Героя Социалистического Труда с вручением ордена Ленина и медали «Серп и Молот».
С 1984 года Шумилов заведовал кафедрой аэрокосмической систем МВТУ. В 1992 году вышел на пенсию. Умер 5 августа 2002 года, похоронен на Донском кладбище Москвы.
Лауреат Ленинской премии 1959 года. Был также награждён рядом медалей.